# Ернест Либерати
Ернест Либерати (фр. Ernest Libérati; Оран, 22. марта 1906 — 2. јуна 1983) био је француски фудбалер (италијанског порекла). Играо је као нападач. Био је део француске фудбалске репрезентације на ФИФА-ином светском првенству 1930.